# Комиссаров, Валентин Владимирович
Валентин Владимирович Комиссаров (24 декабря 1924, Арамильский район, Свердловский округ, Уральская область, РСФСР, СССР — 1953) — сержант Рабоче-крестьянской Красной Армии, участник Великой Отечественной войны, Герой Советского Союза (1944).

## Биография
Родился 24 декабря 1924 года в селе Бобровское Арамильского района, Уральской области (ныне — посёлок Бобровский Сысертского городского округа Свердловской области).
После окончания шести классов школы работал трактористом.
В августе 1942 года Комиссаров был призван на службу в Рабоче-крестьянскую Красную Армию. С августа 1943 года — на фронтах Великой Отечественной войны. К марту 1944 года сержант Валентин Комиссаров командовал отделением автоматчиков 529-го стрелкового полка 163-й стрелковой дивизии 40-й армии 2-го Украинского фронта. Отличился во время Уманско-Ботошанской операции.
13 марта 1944 года Комиссаров, находясь в составе группы автоматчиков, одним из первых переправился через Южный Буг в районе села Ладыжин Винницкой области Украинской ССР и принял активное участие в боях на его западном берегу. В тех боях неоднократно отличался.
Указом Президиума Верховного Совета СССР от 13 сентября 1944 года сержант Валентин Комиссаров был удостоен высокого звания Героя Советского Союза с вручением ордена Ленина и медали «Золотая Звезда».
После окончания войны был демобилизован. Вернулся в родное село. Скоропостижно скончался 10 февраля 1953 года, похоронен в Бобровском.
Был также награждён орденом Красной Звезды (26.06.1944) и рядом медалей, в том числе «За боевые заслуги» (22.08.1943), «За отвагу» (10.11.1943), «За победу над Германией в Великой Отечественной войне 1941—1945 гг.» (09.05.1945).
В честь Комиссарова названа улица в Бобровском.